# 江戸相撲明和5年11月場所
江戸相撲明和5年11月場所（えどすもうめいわ5ねん11がつばしょ）は、明和5年（1767年）11月に開催された江戸相撲（大相撲の前身）の本場所。興行場所は市ヶ谷八幡神社。

## 概要
この場所は成績（対戦相手を含む）は判明しているが番付が残っておらず、各人の番付は不明である。例外的に、大関の歴代代数から岩根山浪右エ門と大矢嶋新左エ門が東西大関であると推定できる。

## 幕内番付・星取表
| 力士名         | 成績          | 備考             |
| -------------- | ------------- | ---------------- |
| 岩根山浪右エ門 | 2勝2敗4休     | 新大関（第32代） |
| 大矢嶋新左エ門 | 2敗6休        | 新大関（第33代） |
| 富士ヶ嶽吉太夫 | 2勝1敗1休     |                  |
| 艫綱良助       | 6勝1分1無勝負 |                  |
| 雪見山堅太夫   | 6勝1分1無勝負 |                  |
| 越ノ海勇藏     | 6勝1敗1休     |                  |
| 関ノ戸億右エ門 | 5勝2敗1無勝負 |                  |
| 白川志賀右エ門 | 5勝2敗1無勝負 |                  |
| 大空円右エ門   | 7敗1休        |                  |
| 外ヶ濱浪右エ門 | 3勝4敗1無勝負 |                  |
| 穐津川市十郎   | 1勝4敗1預2休  |                  |
| 磯碇平左エ門   | 2勝3敗3休     |                  |

## 備考
- 友綱と雪見山がともに初日から6連勝して7日目に対戦、引き分けた。更に千秋楽に同じ対戦が組まれたが、今度は無勝負となり、両者同成績で場所を終えた。現在の大相撲においては、同場所の本割で同じ取り組みが行われることはない。
- この時代の江戸相撲においては優勝力士という概念は存在していないが、後に定められた優勝制度を遡って準用することができる。本場所においては、友綱と雪見山が並んで優勝相当成績である。